# Caroline Dolehide
Caroline Dolehide (/ˈdɒləhaɪd/ DOLL-ə-hyde; nascida em 5 de setembro de 1998) é uma tenista profissional americana. 
Ela alcançou a posição mais alta de sua carreira no ranking da WTA, como a 41ª posição mundial em 2 de outubro de 2023, e uma classificação de duplas, na 21ª posição em maio de 2022. Ela ganhou um título de duplas no WTA Tour, bem como 19 títulos no Circuito Feminino da ITF, sendo oito em simples e onze em duplas. Suas melhores atuações no WTA Tour vieram em duplas nos eventos do US Open de 2019 e 2022, onde chegou às semifinais com Vania King e Storm Sanders, respectivamente, e também no Torneio de Wimbledon de 2021.
Como júnior, Dolehide foi duas vezes finalista de torneios Major em duplas. Ela fez sua estreia no WTA Tour em julho de 2017 e ganhou seu primeiro título WTA em duplas no Aberto de Monterrey, no México, em março de 2021. Dolehide também venceu sua primeira partida de Grand Slam no Aberto da França de 2018. Ela tem um estilo de jogo agressivo e possui a habilidade de acertar golpes de fundo poderosos, especialmente no lado do forehand.

## Juventude e antecedentes
Dolehide cresceu nos subúrbios de Chicago, onde começou a jogar tênis aos cinco anos. Ela tem uma irmã mais velha, Courtney, que jogou tênis universitário na UCLA, treinou tênis feminino na UT Austin e se tornou treinadora principal de tênis masculino e feminino em Georgetown em 2018. Sua irmã mais nova, Stephanie, também joga tênis e se comprometeu com West Point. Seu irmão Brian joga golfe universitário na Florida Atlantic University.
Dolehide trabalhou com seu treinador juvenil, Tom Lockhart, desde os seis anos de idade. Dolehide frequentou a Hinsdale Central High School [en] até o segundo ano, quando se mudou para a Flórida para treinar na United States Tennis Association (USTA). Neste ponto, ela começou a trabalhar com Stephen Huss, um ex-tenista profissional australiano. Dolehide havia se comprometido verbalmente a jogar tênis na UCLA, mas acabou decidindo abandonar a faculdade para seguir carreira profissional.

## Carreira júnior
Em 2014, Dolehide chegou às semifinais do evento individual feminino do US Open, apesar de precisar passar pela qualificatória para a chave principal. Ela derrotou três das dez primeiras cabeças de chave do torneio, incluindo Markéta Vondroušová na primeira rodada, antes de perder para a eventual campeã Marie Bouzková. Mais tarde naquele ano, ela também chegou às semifinais do Eddie Herr Championships e às quartas de final do Orange Bowl, dois prestigiados torneios de Grau 1. Isso a ajudou a subir no ranking júnior da ITF, o mais alto de sua carreira, ficando em 16º lugar no mundo no verão seguinte. Dolehide foi então forçada a pular o US Open de 2015 e a maioria dos eventos restantes daquela temporada depois de quebrar o pé esquerdo. Esta lesão a impediu de continuar subindo no ranking.
No júnior, Dolehide teve mais sucesso em duplas do que em simples. Em abril de 2015, ela fez parceria com Ena Shibahara para vencer o USTA International Spring Championships, seu único título em um evento de Grau 1. Na semana seguinte, a dupla chegou a mais uma final no Easter Bowl, desta vez perdendo para Sofia Kenin e Katie Swan [en]. Nos últimos torneios de sua carreira júnior, Dolehide alcançou dois de seus melhores resultados com dois vice-campeonatos do Grand Slam, o primeiro no Aberto da França de 2015 com a parceira Katerina Stewart [en] e o segundo no US Open de 2016 com a parceira Kayla Day.

## Carreira profissional

### 2016–17: Primeiros títulos ITF, quartas de final WTA, top 150
Dolehide começou a jogar regularmente no Circuito Feminino da ITF em 2016, depois de perder o segundo semestre de 2015 com uma fratura no pé esquerdo. Em junho, ela ganhou os eventos de simples e duplas no torneio de US$ 10k em Buffalo por seus primeiros títulos profissionais. No ano seguinte, ela ganhou mais dois torneios no nível de US$ 25k, incluindo Winnipeg em julho. Mais tarde naquele mês, Dolehide se classificou para o Stanford Classic para fazer sua estreia na chave principal do WTA Tour. Ela venceu sua primeira partida em nível de torneio contra a número 48 do mundo, Naomi Osaka, antes de perder para a compatriota Madison Keys na rodada seguinte. Esse sucesso a ajudou a entrar no top 200 do ranking WTA pela primeira vez.
Após o US Open, Dolehide fez sua primeira quarta de final do WTA Tour no Tournoi de Québec, alcançando a posição mais alta de sua carreira, a de número 137.
Dolehide também disputou o evento de duplas em Stanford com sua parceira júnior do US Open, Kayla Day. A dupla já havia chegado a duas finais e conquistado um título no Circuito ITF em fevereiro, e continuaram seu sucesso juntas chegando às semifinais em sua estreia em duplas no WTA Tour. As duas também receberam um "wild card" no US Open, onde derrotaram Abigail Spears e Katarina Srebotnik, a dupla veterana, especialista e décima cabeça de chave, em sua estreia no Grand Slam. Algumas semanas depois, Dolehide deu continuidade a esse desempenho ganhando um título de US$ 100k no  Abierto Tampico com a veterana María Irigoyen, uma vitória que a ajudou a terminar o ano entre as 100 primeiras do ranking de duplas WTA.

### 2018–21: Estreia em Major e WTA 1000 em simples, semifinal do US Open e Wimbledon, primeiro título WTA e top 25 em duplas
Em março de 2018, Dolehide recebeu um "wild card" para a chave principal do Indian Wells Open, onde conquistou suas duas primeiras vitórias em um torneio Premier Mandatory, incluindo uma vitória na segunda rodada sobre a 30ª cabeça de chave, Dominika Cibulková. Ela também forçou Simona Halep para um jogo de três sets em sua derrota na terceira rodada para a jogadora número 1 do mundo. Dolehide continuou sua performance na temporada de saibro, onde ganhou o evento de US$ 60k em Indian Harbour Beach, o maior título de sua carreira até então.
Ela encerrou a temporada no saibro passando pela qualificatória para o Aberto da França. Em sua estreia na chave principal em simples, Dolehide derrotou Viktorija Golubic antes de perder para Madison Keys na partida seguinte. Nos meses seguintes, ela também fez sua estreia em Wimbledon como "lucky loser" e no US Open como aceitação direta, mas perdeu na rodada de abertura em ambos os torneios. Ela também recebeu um "wild card" na chave de duplas do US Open com Christina McHale e chegou à terceira rodada.
Após o US Open, Dolehide não venceu várias partidas da chave principal em um evento de simples novamente, até um evento de US$ 25k em abril de 2019, onde terminou como vice-campeã, atrás de Barbora Krejčíková. Mesmo assim, ela saiu do top 200 porque estava defendendo pontos de um título de US$ 60k. Dolehide se saiu melhor em duplas no primeiro semestre do ano, chegando a duas finais de US$ 100k. Ela terminou como vice-campeã em Bonita Springs [en], na Flórida, com Usue Maitane Arconada [en], antes de ganhar um título no Surbiton Trophy [en] com Jennifer Brady. Dolehide continuou a ter dificuldades em simples e alcançou a posição mais baixa do ano, a posição 283 no ranking de simples em 12 de agosto de 2019.
Seu desempenho só começou a melhorar bem depois que ela conquistou duas medalhas nos Jogos Pan-Americanos de 2019 em Lima, Peru. A primeira foi a medalha de ouro em duplas, ao lado de Usue Arconada, tornando a dupla de 20 anos a primeira medalhista de ouro americana em duplas femininas nos Jogos Pan-Americanos desde Pam Shriver e Donna Faber [en] em 1991, em Havana. No dia seguinte, Dolehide conquistou o segundo lugar em simples e acrescentou uma medalha de prata à sua conquista.
De volta aos Estados Unidos, Dolehide ganhou rapidamente seu primeiro título de simples do ano no  Concord Open de US$ 60k. Ela então se classificou para o US Open, onde perdeu sua única partida do ano no WTA Tour para a cabeça de chave número 18, Wang Qiang. Na prova de duplas, Dolehide fez parceria com a compatriota Vania King para produzir seu melhor resultado do ano. A dupla chegou às semifinais, derrotando a dupla 14ª cabeça de chave, Lyudmyla Kichenok e Jeļena Ostapenko, antes de perder para as eventuais campeãs Elise Mertens e Aryna Sabalenka. Com este desempenho, Dolehide subiu para a posição 72 do mundo em duplas. Antes do final do ano, ela ganhou outro título de US$ 60k no  Charleston Pro para retornar ao top 200 do ranking de simples.

### 2022–23: Estreia no Australian Open, primeira final de um WTA 1000, top 50 em simples, semifinais do US Open e Wimbledon em duplas
Dolehide fez sua estreia em simples no Australian Open de 2022 e no WTA 1000 Guadalajara Open depois de passar pela qualificatória. Em duplas, ela chegou às quartas de final do Australian Open e às semifinais do US Open de 2022, em parceria com Storm Hunter.
Em 2023, Dolehide alcançou as quartas de final consecutivas no Australian Open, ao lado de Anna Kalinskaya.
Classificada em 206º lugar, Dolehide alcançou sua segunda quarta de final em nível de tour no Aberto de Monterrey de 2023 vinda da qualificatória, derrotando Jule Niemeier [en] e Anna Karolína Schmiedlová e a primeira desde Québec City em 2017. Como resultado, ela subiu quase 40 posições no ranking.
Dolehide chegou às oitavas de final no Charleston Open derrotando Sabine Lisicki e Linda Fruhvirtová. Ela perdeu para a eventual campeã Ons Jabeur.
Dolehide fez sua estreia no top 100 de simples em 22 de maio de 2023 no número 99 do mundo, após ganhar o título de US$ 60k em Naples (Flórida).
Dolehide chegou às semifinais de duplas em Wimbledon com Zhang Shuai, onde perderam para a dupla terceira cabeça de chave Elise Mertens e Storm Hunter.
No Guadalajara Open de 2023, Dolehide alcançou a terceira rodada de um WTA 1000 pela segunda vez em sua carreira. Em seguida, ela derrotou a oitava cabeça de chave Ekaterina Alexandrova, para chegar à sua primeira quartas de final de simples de um WTA 1000. Em seguida, ela derrotou Martina Trevisan e alcançou sua primeira semifinal do WTA em quase três horas de disputa. Ela se tornou a oitava jogadora da WTA a chegar à semifinal de um WTA 1000 com uma classificação fora do Top 100 e a jogadora com pior classificação no número 111 do mundo desde Svetlana Kuznetsova no número 153 do mundo em Cincinnati 2019. Com sua vitória sobre Sofia Kenin e chegando à final, ela também se tornou a segunda finalista com classificação mais baixa (depois de Kuznetsova) no nível WTA 1000 desde a introdução do formato em 2009. Ela também foi a sexta finalista pela primeira vez em eventos WTA 1000 em 2023 - depois de Rybakina, Kalinina, Samsonova, Gauff e Muchova; excluindo o início do formato em 2009, apenas 2018 teve mais – sete. Como resultado, ela subiu cerca de 70 posições para uma nova posição mais alta na carreira, entre as 45 primeiras no ranking. No mesmo torneio, imediatamente após sua partida de simples nas quartas de final, ela também chegou às semifinais com Asia Muhammad derrotando Miyu Kato [en] e Aldila Sutjiadi [en] em uma hora. Elas perderam para a dupla primeira cabeça de chave Elise Mertens e Storm Hunter. Na final de simples Dolehide perdeu em sets diretos para a vice-campeã do ano anterior Maria Sakkari.

### 2024: Terceira final em Hobart
Dolehide iniciou a temporada no torneio Brisbane International, onde perdeu na primeira rodada para Anna Karolina Schmiedlova em jogo de três sets. Seu próximo compromisso foi o Hobart International no qual venceu Mayar Sherif na primeira rodada em sets diretos e perdeu para Zhu Lin na segunda em jogo de três sets. No giro do Oriente Médio, fazendo parceria com Desirae Krawczyk, Dolehide chegou à final do WTA 1000 Qatar Ladies Open, mas perderam para a dupla de Luisa Stefani e a ex-parceira de Krawczyk, Demi Schuurs. No giro americano, seu único destaque foi uma terceira rodada em Indian Wells, onde perdeu para Yue Yuan em jogo de três sets.
Dolehide deu início à temporada em quadras de saibro ainda nos Estados Unidos, no Charleston Open no qual, venceu Kayla Day na primeira rodada em jogo de três sets, mas perdeu na rodada seguinte para a cabeça de chave N° 5, Beatriz Haddad Maia, em sets diretos. De volta à Europa, participou do Aberto de Madri, onde venceu Bai Zhuoxuan [en] na primeira rodada em sets diretos, Anhelina Kalinina na segunda em jogo de três sets e perdeu para Yulia Putintseva na terceira em sets diretos. No Aberto de Roma, perdeu na primeira rodada para Bernarda Pera em sets diretos. No Aberto da França, perdeu na primeira rodada para a cabeça de chave N° 11, Danielle Collins, em sets diretos.
Na temporada em quadras de grama, Dolehide só teve algum sucesso no Birmingham Classic, no qual chegou às quartas de final onde perdeu para Yulia Putintseva em jogo de três sets. De volta às quadras duras na América do norte, Dolehide teve um bom desempenho no Washington DC Open, no qual chegou às semifinais, onde perdeu para a eventual campeã, Paula Badosa.
No giro asiático, Dolehide só teve um bom desempenho no Guangzhou Open, no qual, depois de passar pela qualificatória, na chave principal, passou por Elena Pridankina [en], Marie Bouzkova, Jessica Bouzas Maneiro [en] nas quartas de final e Lucia Bronzetti para chegar à final. Na final, enfrentou a sérvia Olga Danilović, jogo que perdeu em sets diretos, ficando com o vice-campeonato.